# Materialisme històric
El materialisme històric és una doctrina filosòfica proposada per Karl Marx que entén la diferència de classes com a motor de la història. Està basada en la dialèctica entre les forces de producció i les relacions socials de producció. Com en tota dialèctica, aquestes són interdependents entre elles però alhora són contradictòries i entren en conflicte.
Segons Marx, la dialèctica entre les forces de producció i les relacions socials de la societat capitalista acabaran per desembocar en la revolució i el 'retorn' al comunisme. L'economia política està present en totes les manifestacions de les relacions humanes. Els homes entren en relacions determinades, necessàries, independents de la seua voluntat, que venen marcades pels modes de producció, que corresponen a un cert grau de desenvolupament de les forces productives materials. El conjunt d'eixes relacions de producció constitueix l'estructura econòmica de la societat, base real sobre la qual s'eleva la superestructura jurídica i política a la que corresponen formes socials determinades de consciència.

## Característiques segons Marx i Engels
Aquest concepte de "materialisme històric" es pot resumir en la tesi del pròleg a la introducció a la crítica de l'Economia política de Marx on diu que en arribar a una determinada fase del desenvolupament, les forces productives materials de la societat entren en contradicció amb les relacions de producció existents o, el que no és més que l'expressió jurídica d'això, amb les relacions de propietat dins les quals s'han desenvolupat fins allí, estes relacions es converteixen en impediments seus i s'obri així una revolució social.

### Principis
1. La base de la societat humana és com els éssers humans treballen en la naturalesa per a produir els mitjans de subsistència.
2. Hi ha una divisió del treball en classes socials, basat en la propietat on algunes persones viuen del treball aliè.
3. El sistema de la divisió de classes depèn de la manera de producció.
4. La manera de producció es basa en el nivell de les forces productives (predominança dels drets de propietat en el treball humà).
5. La societat canvia d'un període a l'altre quan la classe dominant és enderrocada per una altra nova classe, que substitueix les velles formes de producció per noves forces productives, aconseguint noves relacions de producció i noves relacions socials.

### Procés històric
El procés històric és un procés complex on els individus construeixen societats amb una organització i un funcionament més o menys lògic i que permet la seua predicció. Marx i Engels defensen que aquest procés dona compte d'una casualitat que no implica la teleologia.

### Periodització de la teoria
La periodització de la teoria són transformacions o passos corresponents per a passar d'un sistema a un altre. Marx i Engels ho comparen amb la desarticulació del sistema feudal i aquest, al seu torn, amb la desarticulació del sistema esclavista, establint així una certa periodització en els canvis ocorreguts. Amb aquesta periodització s'inclou el mode de producció i els processos de transmissió.
El materialisme històric analitza l'evolució de la divisió del treball i la propietat en cinc realitats socials diferents:
1. Comunisme primitiu
2. Mode antic de producció
3. Feudalisme
4. Capitalisme
5. Mode asiàtic de producció

### Mode producció
El mode de producció està estructurat a partir de la producció, pròpiament dita, la qual comporta un determinat sistema de classes i genera determinades formes de percepció i d'enunciació. Aquest sistema tracta de reproduir els modes de vida i de produir els elements que serveixen per a ella. Creant en un sistema englobat baix una mateixa qualificació, com per exemple les relacions socials de producció i reproducció que es generen i es regeneren.
El mode de producció en el materialisme històric és el concepte clau a través del qual les condicions materials d'existència són articulades.